# Horažďovická Lhota
Horažďovická Lhota je malá vesnice, část města Horažďovice v okrese Klatovy v Plzeňském kraji. Nachází se asi čtyři kilometry severně od Horažďovic. Horažďovická Lhota je také název katastrálního území o rozloze 2,97 km².

## Historie
První písemná zmínka o vesnici pochází z roku 1388.

## Obyvatelstvo
| Rok            | 1869 | 1880 | 1890 | 1900 | 1910 | 1921 | 1930 | 1950 | 1961 | 1970 | 1980 | 1991 | 2001 | 2011 | 2021 |
| -------------- | ---- | ---- | ---- | ---- | ---- | ---- | ---- | ---- | ---- | ---- | ---- | ---- | ---- | ---- | ---- |
| Počet obyvatel | 177  | 196  | 156  | 166  | 177  | 182  | 159  | 132  | 135  | 111  | 87   | 75   | 65   | 67   | 74   |
| Počet domů     | 28   | 28   | 27   | 28   | 29   | 29   | 30   | 32   | 35   | 29   | 28   | 30   | 32   | 32   | 34   |

## Obecní správa
Při sčítání lidu v letech 1850–1879 Horažďovická Lhota byla osadou obce Třebomyslice v okrese Strakonice. V letech 1880–1975 byla samostatnou obcí, se kterým patřila nejprve do okresu Strakonice, ale v roce 1950 v okrese Horažďovice a od roku 1960 v okrese Klatovy. Od 1. července 1975 do 29. dubna 1976 byla znovu částí obce Třebomyslice v okrese Klatovy. Od 30. dubna 1976 je částí města Horažďovice v okrese Klatovy.

## Pamětihodnosti
- Kaplička

## Galerie

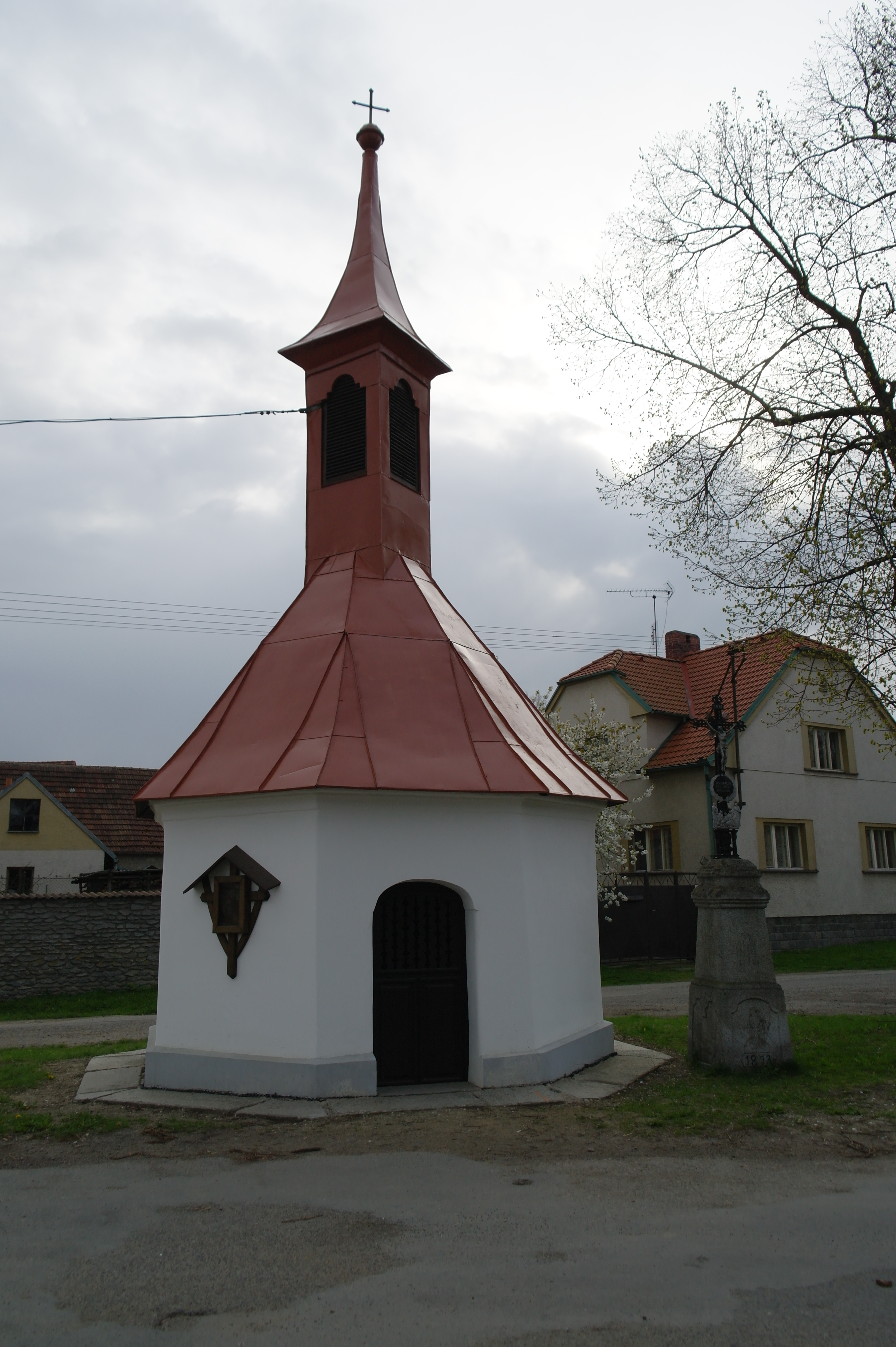
Kaple
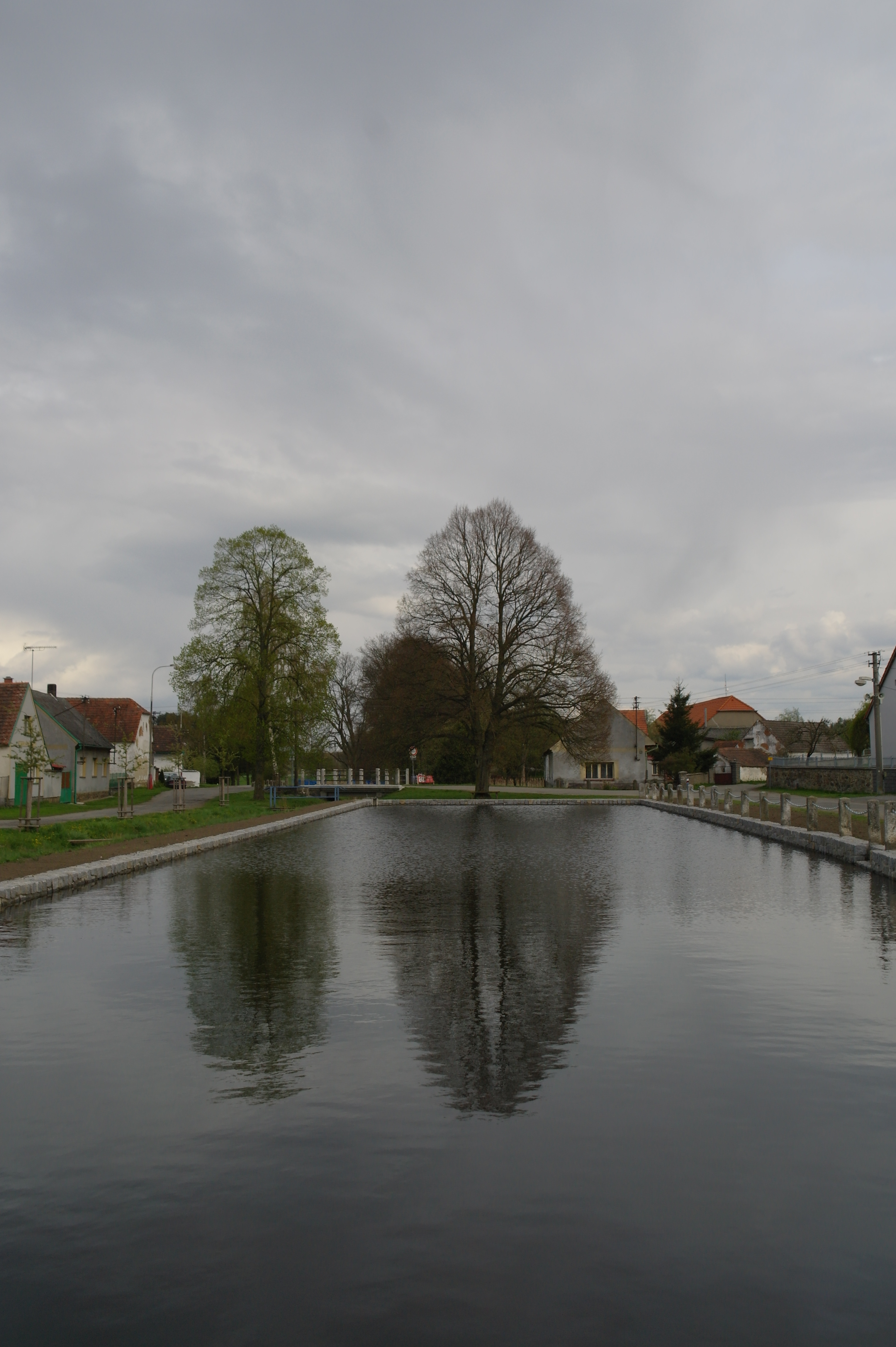
Pohled na nádrž od kaple
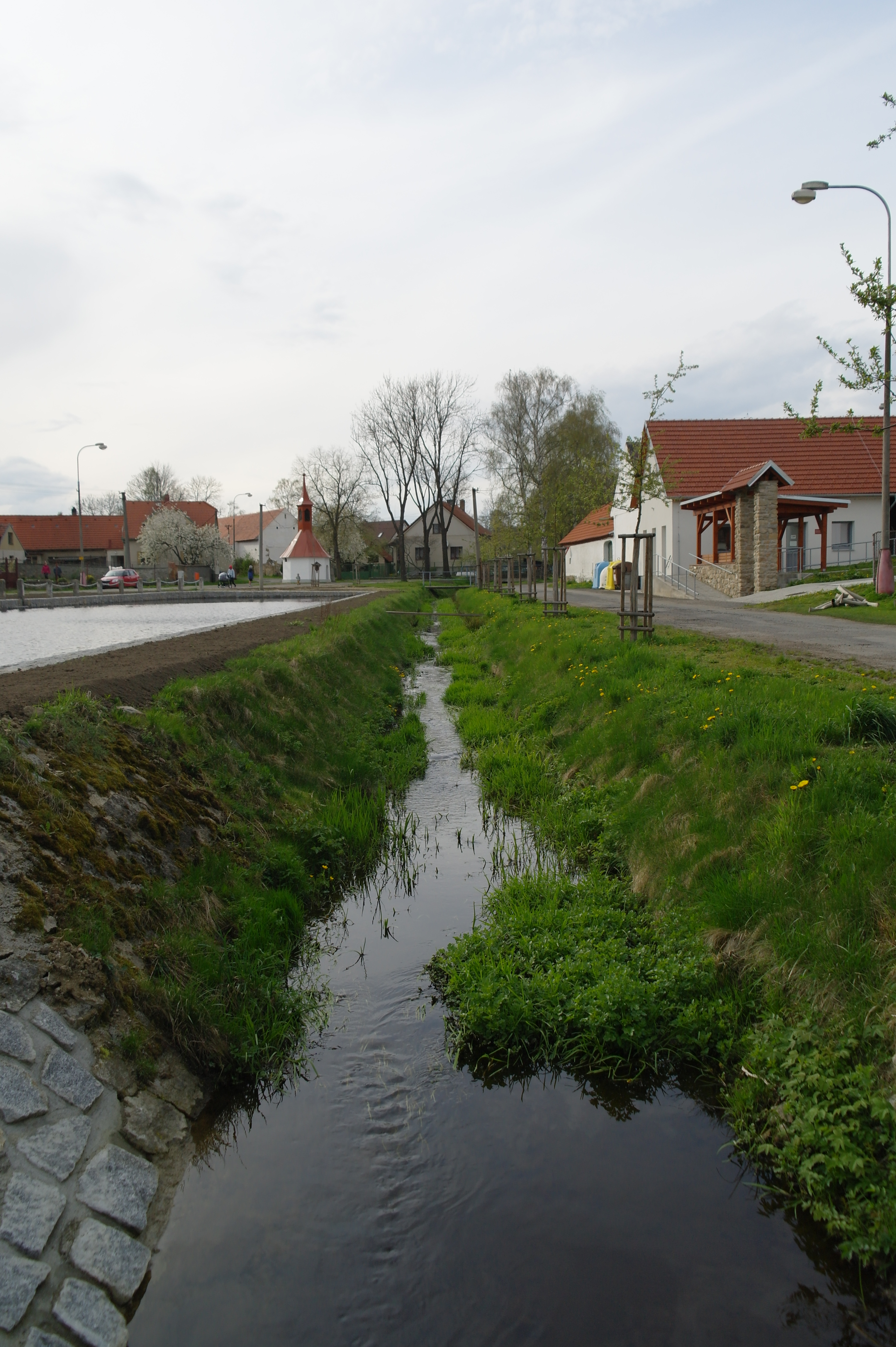
Vodní příkop u nádrže